# Кледен (Штендаль)
Кледен (нем. Kläden) — коммуна в Германии, в земле Саксония-Анхальт.
Входит в состав района Штендаль. Подчиняется управлению Бисмарк/Кледен. Население составляет 590 человек (на 31 декабря 2024 года). Занимает площадь 14,45 км². Официальный код — 15 3 63 064.